# Museo del Risorgimento (Forlì)
Il Museo del Risorgimento è uno spazio espositivo di Forlì dedicato principalmente al Risorgimento. Conserva reperti ascrivibili a un periodo compreso tra la prima discesa di Napoleone in Italia (1796) alla seconda guerra mondiale (1945). È intitolato ad Aurelio Saffi, patriota e politico forlivese. 

## Storia
Il museo nacque del 1888 grazie a una donazione di cimeli da parte della signora Amalia, moglie di Piero Maroncelli. Venne poi arricchito da reperti donati da cittadini forlivesi.
Lo spazio espositivo ha sede nel neoclassico palazzo Gaddi di Forlì dal 1964. In precedenza si trovava al piano superiore dell'edificio, nelle stanze di rappresentanza, ma dal 2004 è stato trasferito al piano inferiore (il cosiddetto "piano nobile") dove sono situati anche il museo del teatro e degli strumenti musicali.
A maggio 2023 parte dei depositi del museo sono stati danneggiati dall'alluvione.

## Le esposizioni
La collezione è composta da documenti, manoscritti, vestiario e foto d'epoca. Il materiale conservato è databile dall'epoca napoleonica alla seconda guerra mondiale, passando al Risorgimento nazionale, che è ampiamente rappresentato, alla prima guerra mondiale, con molti reperti relativi ai soldati forlivesi al fronte, al colonialismo italiano (in particolar modo la guerra d'Etiopia), e alla seconda guerra mondiale, che è raccontata da cimeli relativi ai soldati al fronte e da materiale collegato alla Resistenza italiana. In riferimento al Risorgimento, degni di nota sono i reperti legati ai garibaldini forlivesi.
Il museo ospita anche cimeli di Piero Maroncelli, Achille Cantoni, Antonio Fratti, Tito Pasqui, dei fratelli Basini, di Giuseppe Mazzini, Giuseppe Garibaldi, Saverio Marcadate, Vincenzo Bellini, Gaetano Donizetti, Aurelio Saffi, Silvio Corbari, dei fratelli Spazzoli, di Adriano Casadei, Iris Versari, Carlo Matteucci e dell'11º Reggimento fanteria "Forlì", che fu di stanza nella città romagnola e di cui è conservato il diario storico dal 1871 al 1938. Completano le raccolte le sezioni che conservano rilegature risalenti a un periodo compreso tra il XVI e il XX secolo e gli arredi e le sculture di Adolfo Wildt.